# 马宁 (足球裁判)
马宁（1979年6月14日—），辽宁阜新人，中国足球裁判，任教于南京体育学院。
自2011年起，马宁开始在国际赛场上执裁，曾在2022年世界杯上出任第四官员，在世俱杯上担任主裁。马宁目前是中超联赛的主裁判之一，在2016年和2017年两度获得中超联赛最佳裁判奖金哨奖。马宁执裁风格严厉，出牌频繁而迅速，不留情面，故被一些球迷戏称为“卡牌大师”。

## 生平
马宁少年时就喜爱足球，曾在高中校足球队和大学系足球队任守门员。大学时代，他开始学习裁判知识，并在学校足球赛中执裁，之后他考取了一级裁判员证书。2003年，马宁从沈阳体育学院体育教育专业毕业，进入无锡职业技术学院任教。2005年，马宁参加中国足协举办的国家级裁判培训班，在考试中表现优异，理论和体能两项考试均取得第一，晋升国家级裁判。2008年，马宁进入北京体育大学攻读足球专业硕士学位。
2006年起，马宁作为主裁判中国U19、U17、U15等青年赛事的执法。2007年，马宁成为中乙联赛主裁判，2009年升入中甲联赛执法。2010年下半年，马宁晋升为中超联赛主裁判。赛季后的裁判评比中马宁名列第四，随后被中国足协上报为国际足球裁判。
2011年3月，马宁作为第四官员执法蒙古队与菲律宾队的比赛，也是其本人第一次执法国际赛事。2016至2017年，马宁连续两年获得中超联赛最佳裁判奖项。2018年，马宁作为主裁判执法了亞足聯冠軍聯賽决赛首回合比赛，也是第一位主哨亚冠决赛的中国裁判。，并计划执法U23亚锦赛决赛，但因安全原因未能成行。
2022年，马宁入选卡塔尔世界杯裁判名单，担任卡塔尔世界杯B组首轮赛事美国与威尔士的第四官员，这是时隔20年，世界杯赛场上继陆俊后第二位来自中国大陆的裁判员。在本届赛事中，马宁共担任过6次小组赛第四官员，获得约8.5万美元收入，赛后马宁在社交媒体上为没能担任世界杯主裁判致歉。随后在2022年世俱杯上，马宁担任揭幕战主裁判。FIFA在本届世俱杯前宣布修改视频助理裁判（VAR）规则，裁判将使用麦克风向现场和电视机前的观众传达VAR的判罚决定。伤停补时阶段，奥克兰城后卫米歇尔在禁区线附近将开罗国民球员穆罕默德放倒。马宁最初示意判罚点球，但VAR裁判组提醒犯规发生在禁区外。经过长时间的反复回看，马宁公开宣布VAR推翻了他最初的点球判罚，并作出解释，由此马宁成为首位在国际赛场公开解释VAR判罚决定的裁判。
2023年5月6日，马宁第二次成功执法亚足联冠军联赛决赛。
2024年2月10日，马宁担任2023年亞足聯亞洲盃決賽主裁判，这是中国籍裁判组首次执法亚洲杯决赛。比赛过程中，马宁总共判给卡塔尔三个点球，在球迷中引发了一些讨论和争议。
2025年1月23日，中国足球职业联赛联合会（中足联）宣布成立并于同日在京召开中足联一大，其中马宁被任命为新成立的中足联理事。5月10日，在江苏省城市足球联赛镇江队对阵扬州队的揭幕战中，马宁担任主裁判。

## 争议

### 广州辽宁之战判罚争议
2011年8月12日，中超联赛广州恒大与辽宁宏运比赛第44分钟，辽宁队员肇俊哲连续战术犯规，动作过大引起广州队员不满，双方产生暴力冲突，马宁将参与冲突的肇俊哲和赵元熙分别出示黄牌。赛后恒大向中国足协申诉肇俊哲恶意犯规，但未得到足协回复，便再次申诉，要求足协禁赛肇俊哲和纵容辽宁队11次暴力犯规的马宁，并称马宁为“暴力足球的典型裁判代表”。

### 申花贵州之战判罚争议
2015年9月12日，马宁执法中超贵州茅台与上海申花比赛，第77分钟桑托斯在中前场进行拼抢，在出脚抢球时绊倒了申花的球员，被马宁直接出示红牌罚下，这让贵州队员感到不可思议，也让贵州球迷大为不满。赛后，贵州球迷高喊“黑哨”，围堵体育场出口，要求马宁解释判罚，贵州主教练宫磊在新闻发布会上直言“红牌看不懂”，并认为马宁吹掉了贵州的一个点球。贵州队后向中国足协申诉，要求取消桑托斯的红牌，并不再派遣马宁执法贵州队的比赛，贵州下一轮比赛使用外籍裁判。

### 多次作出利于北京国安的判罚
马宁多次在北京国安的比赛作出有利于国安的争议判罚，引发球迷和媒体的讨论。
2011年6月18日，中超山东鲁能泰山与北京国安比赛中，上半场结束时受到国安球员施加压力的马宁下半场多次作出有利国安的判罚，让山东队主教练马季奇冲入场地抗议，上下半场吹罚尺度不一让山东队员感到“没有他这么吹的”。7月31日，中超联赛山东鲁能与天津泰达的平局比赛上半场中，天津球员于大宝在山东队禁区为躲避杨程出击而倒地，双方未发生任何身体接触，而当值主裁判马宁判罚点球，赛后于大宝在个人微博上否认主动要点球和假摔。《齐鲁晚报》指出马宁在本场比赛出现多次对山东不利判罚，如将山东外援安塔尔的两粒进球判为无效，下半场又将几次未越位球吹罚越位，种种判罚引发山东球迷强烈抗议，部分球迷因此被拘留。赛后山东鲁能泰山向中国足协申诉，俱乐部总经理孙国宇表示马宁私心很重，“不应该执法中超比赛，更别说晋升国际级了”。
2016年6月26日，马宁作为中超北京国安与上海申花比赛主裁判，上半场申花队员李建滨打入一球，但在北京队员杨智向马宁投诉李建滨手臂触球，加之助理裁判作出相同提示后，马宁改判入球无效。赛后《北京晚报》认为马宁改判需要勇气，结果准确。上海媒体《新闻晨报》则认为马宁距李建滨不远，其观察位置比助理裁判更好，因助理裁判提示而改判依据不足，同时指出张呈栋对莫雷诺严重侵犯3次却无一张黄牌。裁判专家张大樵在天津体育频道《足球仲夏夜》节目上表示裁判不能因为压力，就改变判罚，“处理得非常不合适”，并认为莫雷诺脚踩张呈栋的犯规应该判罚黄牌。
2017年4月3日，马宁再次执法国安与申花比赛，又出现三次争议。第70分钟，张池明在身背一张黄牌的情况下，飞铲申花后卫柏佳骏，直接导致柏佳骏重伤被替换下场，对此犯规动作，马宁未出示黄牌，吕征向马宁抗议他进行在2015年的比赛中同样动作被马宁红牌罚下，而本场比赛却无黄牌，被马宁警告。国安打入第2球前，助攻者于大宝争顶时明显手推申花球员栗鹏，马宁未吹罚犯规。最后时刻吕征单刀突破，在已经盘过门将杨智，闪出射门角度的情况下，被杨智直接扑倒，马宁未判罚点球。三次争议判罚让上海申花赛后表示将向中国足协裁委会提出申诉。中国足协在组织专家评议后认为马宁判罚无误。
2019年8月3日，中超北京国安与河北华夏幸福的比赛，马宁两度判罚点球，被国际级裁判王学智（此人曾因操纵比赛被足协处罚，观点立场成疑）认定均为误判，赛后足协调查表示第一个点球责任主要在视频助理裁判（VAR）而非马宁。
2020年10月22日，中超山东泰山与北京国安的争冠组第二回合较量，最终以泰山1比2输球告终。马宁作为VAR执法当场比赛。比赛第68分钟，格德斯抢断李可后，球权几经周转来到段刘愚脚下，后者将球射入球门。此时，当值主裁金希坤确定这个进球有效，距球仅几米远的边裁也没有举旗。但是马宁多次提醒金希坤，后者才选择观看回放，并最终宣布进球无效。《齐鲁晚报》认为根据中国足协发布的VAR使用规则，当时马宁作为VAR干预比赛，与他之前追求避免VAR干预的说法言行不一，段刘愚的进球从慢镜头回放上看，也没有问题。新华社采访相关专家，亦认为此球并非明显、清晰的错漏判。赛后，有网友实名举报马宁存在论文一稿多发的学术不端行为。10月24日，中国足协回应称，马宁及时提醒主裁，不存在干扰一说。马宁在中国足球裁判纪录片《瞬息万变》中针对VAR问题表示并非不希望VAR介入，而是希望自己判罚准确做到VAR无必要介入。

### 武汉河南之战判罚争议
2022年8月21日，中超联赛第14轮，马宁作为裁判员主哨武汉长江主场对阵河南嵩山龙门的比赛。开场9分钟，武汉长江即取得2:0的领先。随后的比赛中，马宁的多次判罚引发了河南队球员的不满，包括武汉球员飞铲河南球员钟义浩但马宁无所表示等。比赛第15分钟，河南队9号外援多拉多与马宁发生碰撞。初始马宁并未判罚，认为多拉多是无意间将自己撞到，并示意比赛继续进行。随后经过视频助理裁判员的提醒，确认多拉多是在几米外起步径直冲向自己，属于蓄意冲撞比赛官员，并将多拉多直接罚令出场。赛后，中国足协对多拉多处以了禁赛12个月、罚款20万元人民币的“史上最严处罚”。

### 海港武汉之战判罚争议
2023年7月12日，在中超联赛上海海港对阵武汉三镇的比赛中，韦世豪不满判罚，对裁判员马宁的判罚提出了质疑，被马宁直接出示红牌，随后韦世豪怒骂马宁。7月18日，中国足协通报，对韦世豪处以停赛6场，罚款6万元的处罚。但这一处罚引发争议，因此前费莱尼辱骂裁判愤怒退赛，但没有出示红牌；王哲没有写进赛后报告，因此也没有追罚。而马宁将韦世豪红牌写进了赛后报告，导致后者被重罚，被认为是被骂后报复对方。此次处罚也激怒湖北球迷，为此向国家体育总局写信，提出7点质疑，希望能得到足协的解释。

### 球迷侮辱马宁事件
2023年8月4日，成都蓉城客场不敌青岛海牛，成都一球迷对马宁的判罚十分不满，于8月5日下午在网上找到一张成都金融城双塔图片，将图片中文字部分修图为“马宁坐牢，抵制黑哨”后发布在相关球迷组织的微信群。随后该球迷被成都高新公安分局新益州派出所处以行政处罚。
2023年8月8日，在中超联赛山东泰山对阵成都蓉城的比赛结束后的球员退场过程中，成都蓉城球迷因不满主裁马宁在本队对青岛比赛中的的误判，在看台打出“FIFA马宁=非法money？”“公平公平还是TMD（他妈的）的公平！”等侮辱马宁的标语。8月12日，中国足协通报，对中超联赛山东赛区予以通报批评。

### 大连云南之战判罚争议
2024年6月15日，中甲第14轮，大连英博坐镇主场0:3不敌云南玉昆的比赛中，当比赛进行到第50分钟时，场上比分为大连英博0:1云南玉昆。大连英博队员朱鹏宇在中圈附近的一脚世界波射门，球打在门框后随即越过门线，弹跳几次后弹出球门。然而，主裁判马宁认为没有进球，且在大连英博球员向马宁申诉时，马宁没有获得助理裁判的帮助，只能吹哨示意云南守门员继续比赛，间接使得云南玉昆队在短时间几分钟内打入第二球，本应1:1的比分转变为了0:2，这引发了现场球迷的强烈不满。赛后，则有多个视角视频图片等表示已经进球。现场球迷则喊出了“马宁进监狱”、“马宁马宁，肏你血妈（胶辽官话方言，骂人之意）”等言论以表达不满。同时本场比赛还有多个争议点，如大连英博队员孙铂被云南玉昆队员踩踏后，马宁没有任何表示等。大连英博队随后上诉至中国足球协会，其随后在案例评审结果中表示临场裁判员判罚有误，朱鹏宇的射门应是一粒有效进球，但其同时表示此例判罚由于缺少视频助理裁判的帮助，是一例“难度极大”的判罚。本场比赛也成为了中国足协在当赛季中甲联赛后半程加设视频助理裁判的直接原因。